# Jetur R. Riggs
Jetur Rose Riggs (* 20. Juni 1809 in Drakesville, Morris County, New Jersey; † 5. November 1869 ebenda) war ein US-amerikanischer Politiker. Zwischen 1859 und 1861 vertrat er den Bundesstaat New Jersey im US-Repräsentantenhaus.

## Werdegang
Jetur Riggs erhielt eine akademische Schulausbildung. Nach einem anschließenden Medizinstudium am New York College of Physicians and Surgeons und seiner 1837 erfolgten Zulassung als Arzt begann er in Newfoundland, einer Ortschaft im Passaic County, in diesem Beruf zu arbeiten. Im Jahr 1844 gehörte er zu den Gründern der Medizinischen Gesellschaft in diesem Bezirk, deren Präsident er zwischen 1846 und 1848 war. Gleichzeitig schlug er als Mitglied der Demokratischen Partei eine politische Laufbahn ein. Im Jahr 1836 wurde Riggs Abgeordneter in der New Jersey General Assembly. Während des Goldrauschs zog er nach Kalifornien, wo er das Krankenhaus in Sutter’s Fort leitete. 1852 kehrte Riggs nach New Jersey zurück, wo er sich in Paterson niederließ. Zwischen 1855 und 1858 saß er im Staatssenat.
Bei den Kongresswahlen des Jahres 1858 wurde Riggs im vierten Wahlbezirk von New Jersey in das US-Repräsentantenhaus in Washington, D.C. gewählt, wo er am 4. März 1859 die Nachfolge von John Huyler antrat. Da er im Jahr 1860 auf eine erneute Kandidatur verzichtete, konnte er bis zum 3. März 1861 nur eine Legislaturperiode im Kongress absolvieren. Diese waren von den Ereignissen im unmittelbaren Vorfeld des
Bürgerkrieges geprägt. Nach dem Ende seiner Zeit im US-Repräsentantenhaus praktizierte Riggs als Arzt in Paterson. Später kehrte er in seinen Geburtsort Drakesville zurück, wo er am 5. November 1869 verstarb.